# گمینا پژدچ
گمینا پژدچ (به لهستانی:  Gmina Przedecz) یک گمینا در لهستان است که در شهرستان کووو واقع شده‌است. گمینا پژدچ ۷۶٫۵۲ کیلومتر مربع مساحت و ۴٬۳۱۹ نفر جمعیت دارد.